# Британия Стейдиъм
Британия Стейдиъм (на английски: Britannia Stadium) е футболен стадион в Стоук он Трент, Англия. На него играе домакинските си мачове отборът на Стоук Сити. Капацитет му е 28 383 седящи места. Първоначално носи името на спонсора си – кооперативна банка Британия, а от 1 юни 2016 г. стадионът носи името „Бет365 Стейдиъм“, след договор с букмейкърската компания Bet365. Освен че приема футболни срещи, на стадиона се провеждат и концерти на знаменитости като Бон Джови, Браян Адамс и Елтън Джон.
Рекордът за посещаемост от 28 218 зрители е отбелязан през 2002 г. в мач от 3 кръг за ФА Къп срещу Евертън. Първия гол на стадиона е отбелязан от Греъм Каванаг. До 1997 г. отборът играе на „Виктория Граунд“. Прахът на клубната легенда сър Стенли Матюс е заровен под централния кръг на терена след смъртта му през февруари 2000 г.; той официално открива стадиона на 30 август 1997 г.